# Iwan Kamanin

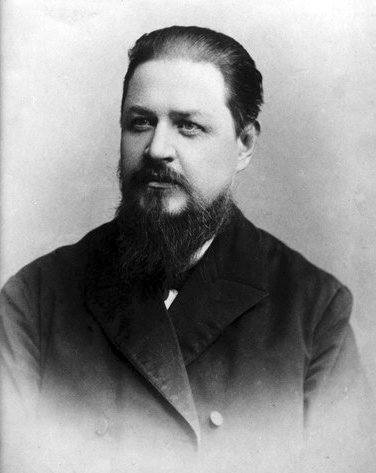
Iwan Kamanin

Iwan Mychajlowytsch Kamanin (ukrainisch Іван Михайлович Каманін, russisch Иван Михайлович Каманин Iwan Michailowitsch Kamanin; * 11. Septemberjul. / 23. September 1850greg. in Dymer, Gouvernement Kiew, Russisches Kaiserreich; † 11. Januar 1921 in Kiew, Ukrainische SSR) war ein ukrainischer Historiker, Archivar und Paläograf.

## Leben
Iwan Kamanin absolvierte 1872 die Historisch-Philologische Fakultät der St.-Wladimir-Universität in Kiew, wo er bei Wolodymyr Antonowytsch und Mychajlo Drahomanow studierte. Von 1883 an war er 40 Jahre im Kiewer Zentralarchiv der alten Dokumente tätig, ab 1890 als dessen Direktor.  Ab 1918 unterrichtete er Studenten am Kiewer Archäologischen Institut in Archivkunde und Paläologie.  Er starb 70-jährig in Kiew und wurde dort bestattet.
Kamanin verfasste zahlreiche Artikel und Werke zur Geschichte der Kosaken, über die Geschichte der Ukraine des 16. und 17. Jahrhunderts, zur ukrainischen Paläographie des 15. bis 18. Jahrhunderts sowie zur Archäologie und Archivstudien.